# Solange Magnano
Solange Magnano (Córdoba, 2 de diciembre de 1971 – Buenos Aires, 29 de noviembre de 2009) fue una modelo de belleza argentina.

## Biografía
Magnano ganó el título de Miss Argentina en 1994 y posteriormente creó su propia agencia de modelos.
El 29 de noviembre de 2009, moría en una embolia pulmonar debido a una complicaciones después de una gluteoplastía realizada en Buenos Aires. Durante la operación le inyectaron polimetilmetacrilato y silicona líquida y comenzó a sentirse mal. Inmediatamente la internaron en el Hospital Fernández y luego fue derivada al Sanatorio Itoiz, de Avellaneda, donde entró directamente a terapia intensiva.
El caso derivó en una condena de doctora Mónica Portnoy, que recibió tres años de prisión y cinco de inhabilitación para ejercer la medicina]].

## Vida persona
Se casó con Gustavo Rosso y era madre de dos mellizos desde 2001, Bruno y Lautaro.